# Altes Schützenhaus (Schwäbisch Hall)
Das Alte Schützenhaus (heute Anlagencafé) ist ein ehemaliges Schützenhaus im Stadtpark von Schwäbisch Hall aus dem Jahr 1828.

## Gebäude

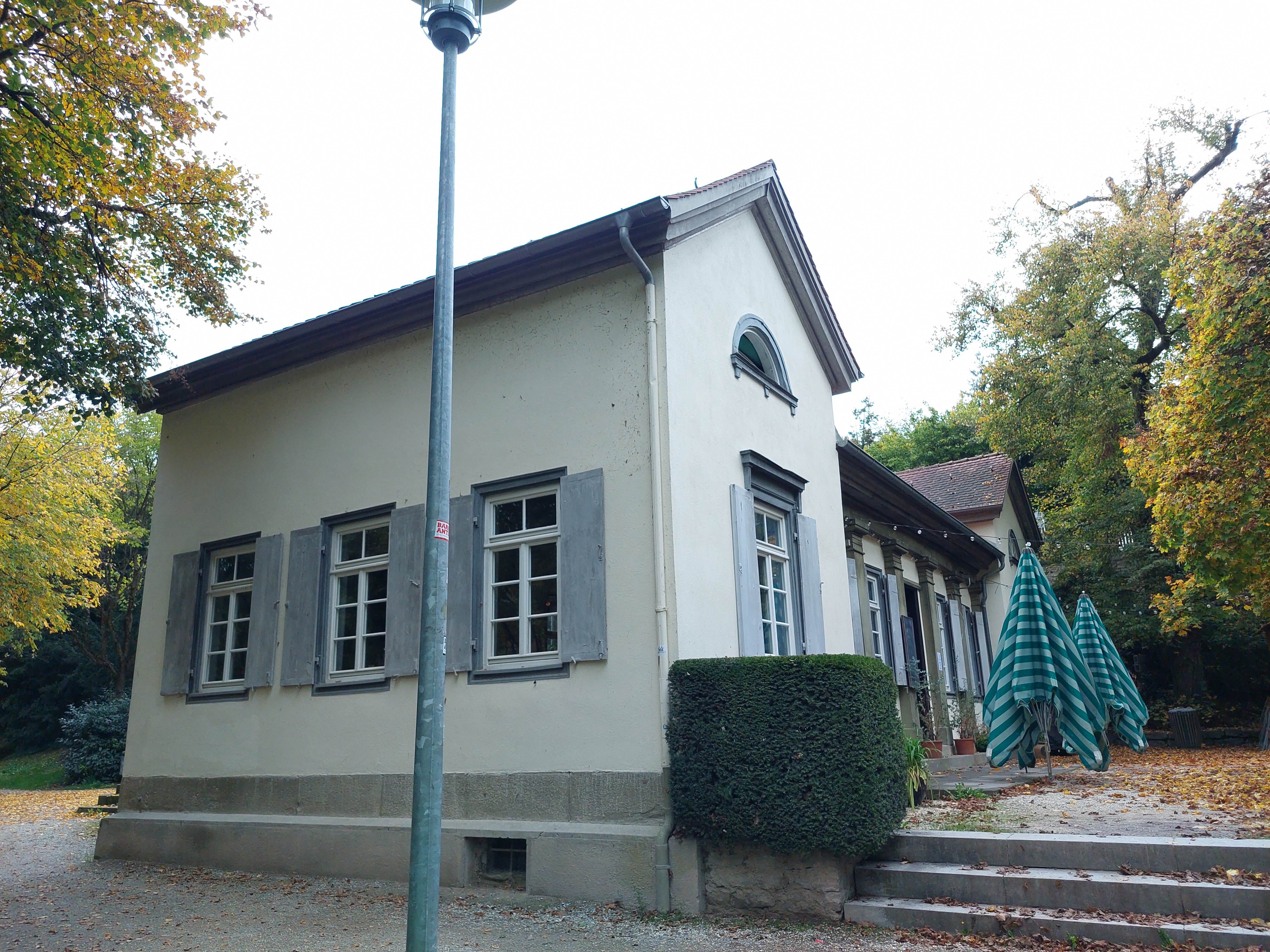
Rückseite

Das Gebäude wurde am 19. September 1828 als „klassizistischer Putzbau mit Holzpilastern im Mittelteil“ fertiggestellt. Eugen Gradmann ordnet den Bau demgegenüber unter „Klassizismus des 19. Jahrhunderts“ ein.
Trotz aller baulichen Veränderungen ist das ehemalige Schützenhaus noch erkennbar: Auf der Südseite zum Garten war das Haus zur Biedermeierzeit in der Mitte offen, hier lagen die Schießstände. In den zwei gemauerten Turmstümpfen gegenüber, den „Zeigertürmen“, konnten sich die Helfer schusssicher verbergen, um die Treffer für die Schützen anzugeben.

## Nutzung

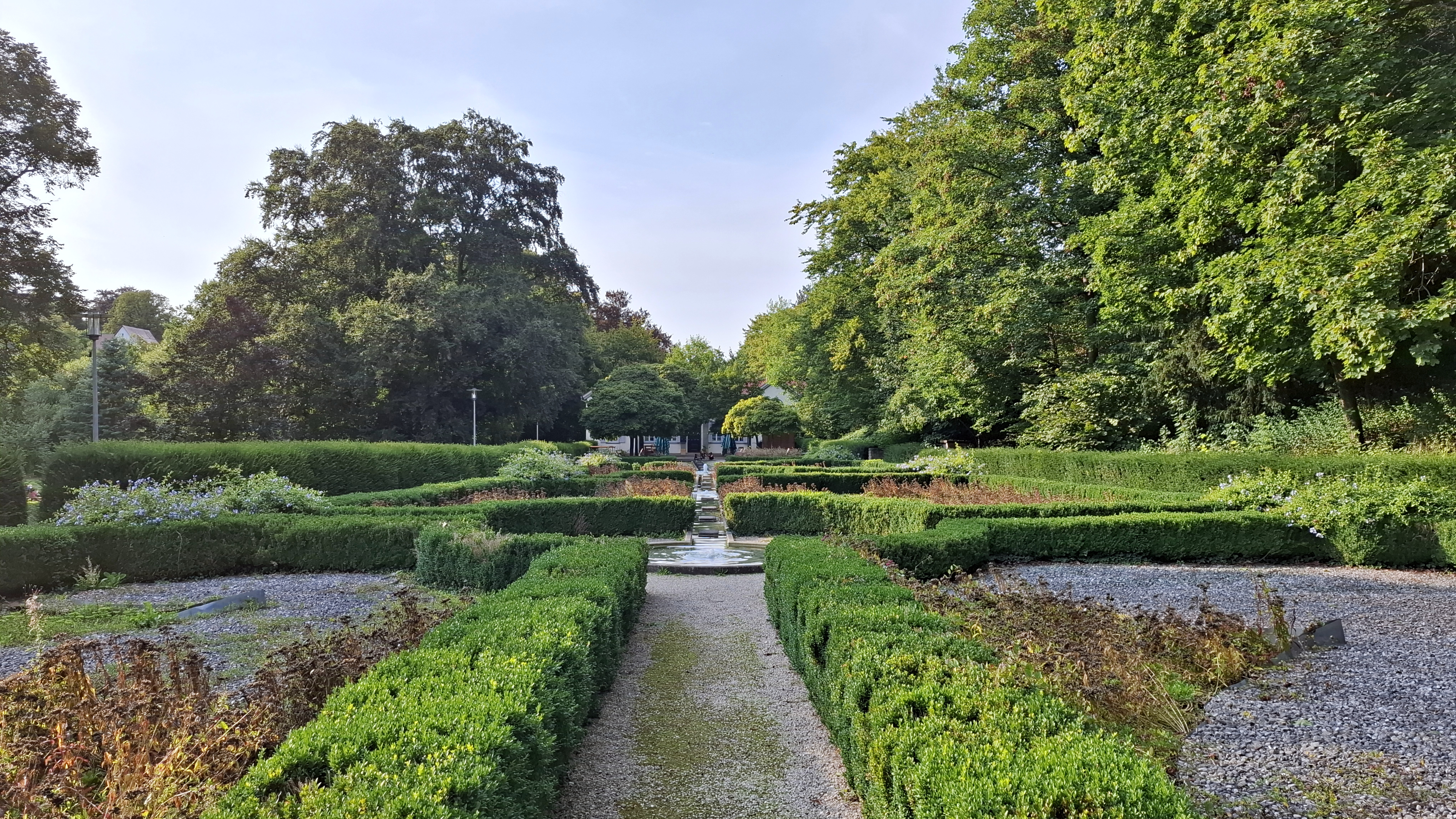
Außengarten

Nach Fertigstellung 1828 nutzte die Haller Schützenkompanie das Gebäude als Schützenhaus. Um 1900 war es die Wohnung des Stadtgärtners.
Da die Stadt Schwäbisch Hall seit den 20er Jahren ihren Kurbetrieb forcierte, wurde am 27. Juni 1936 das Gebäude von der Stadt als Gaststätte verpachtet. Das „Anlagencafé“ wurde mit einem Konzert eröffnet. Erster Pächter war der Konditor E. Bott.
Die Stadt Schwäbisch Hall stellte 1966 dem neu gegründeten Club Alpha 60 das Gebäude als Vereinsdomizil zur Verfügung. Dieser musste dort im Zuge der Vorbereitungen auf die Landesgartenschau 1982 zum Jahreswechsel 1980/81 ausziehen.
Heute beherbergt es ein Café mit sommerlichem Außengarten, in dem Konzerte und kleinere Festivals stattfinden.